# Guía de Isora
Guía de Isora è un comune spagnolo di 14 982 abitanti situato nella comunità autonoma delle Canarie.